# SMS Rheinland
«Рейнланд» (нім. SMS Rheinland) — німецький військовий корабель, дредноут типу «Нассау» Імператорських військово-морських сил Німеччини. Перший корабель, названий на честь Рейнланда, історичної області у середній та нижній течії Рейну в Німеччині. Брав активну участь у Першій світовій війні.
«Рейнланд» був закладений 1 червня 1907 року на верфі компанії AG Vulcan Stettin у Штеттіні. 26 вересня 1908 року він був спущений на воду, а 30 квітня 1910 року увійшов до складу ВМС Німецької імперії. Корабель був оснащений головною артилерією з дванадцяти 280-мм гармат у шести здвоєних баштах у незвичному шестикутному розташуванні.
Служив у Північному морі на початку Першої світової війни, у II дивізіоні I бойової ескадри німецького Флоту відкритого моря. У серпні 1915 року переведений на Балтійське море і брав участь у битві в Ризькій затоці. Після повернення до Північного моря «Рейнланд» та однотипні лінкори «Вестфален», «Нассау» і «Позен» взяли участь в Ютландській битві 31 травня — 1 червня 1916 року. Під час битви разом з «Вестфаленом» і «Нассау» розстріляли британський есмінець «Тіппєрері».
1918 року корабель повернувся на Балтику як ядро експедиційного корпусу для допомоги білофінам у Громадянській війні у Фінляндії. 28 лютого німецький загін з лінкорів «Вестфален» та «Рейнланд» з морським десантом на борту вийшов з Данцига в напрямку Аландських островів. Через складну льодову обстановку лишень 5 березня кораблі дісталися Екерьо. Наступного дня шведи уклали угоду з німцями, згідно з якою острови поділялися між ними. На островах німці захопили до 1000—1200 російських солдатів, жалюгідні рештки наземних та морських сил Російської республіки, яких переправили до Лієпаї. У Марієгамні німці захопили кілька російських військових кораблів і фінський пароплав «Балтік». Але незабаром після прибуття в цей район «Рейнланд» сів на мілину. Пошкодження, завдані внаслідок аварії, було визнано занадто серйозним, щоб виправдати ремонт, і «Рейнланд» було виведено з експлуатації, щоб використовуватися як плавучу казарму до кінця війни.
У 1919 році, після затоплення німецького флоту в Скапа-Флоу, «Рейнланд» був переданий союзникам, які, у свою чергу, продали його корабельним компаніям у Нідерландах. Починаючи з 1920 року корабель зрештою розібрали на металобрухт.